# خط بی‌ام‌تی برایتون
خط بی‌ام‌تی برایتون (انگلیسی: BMT Brighton Line) یکی از خط‌های متروی نیویورک سیتی در بخش بروکلین است.
این خط که در سال ۱۸۷۸ تاسیس شده دارای ۲۰ ایستگاه است.

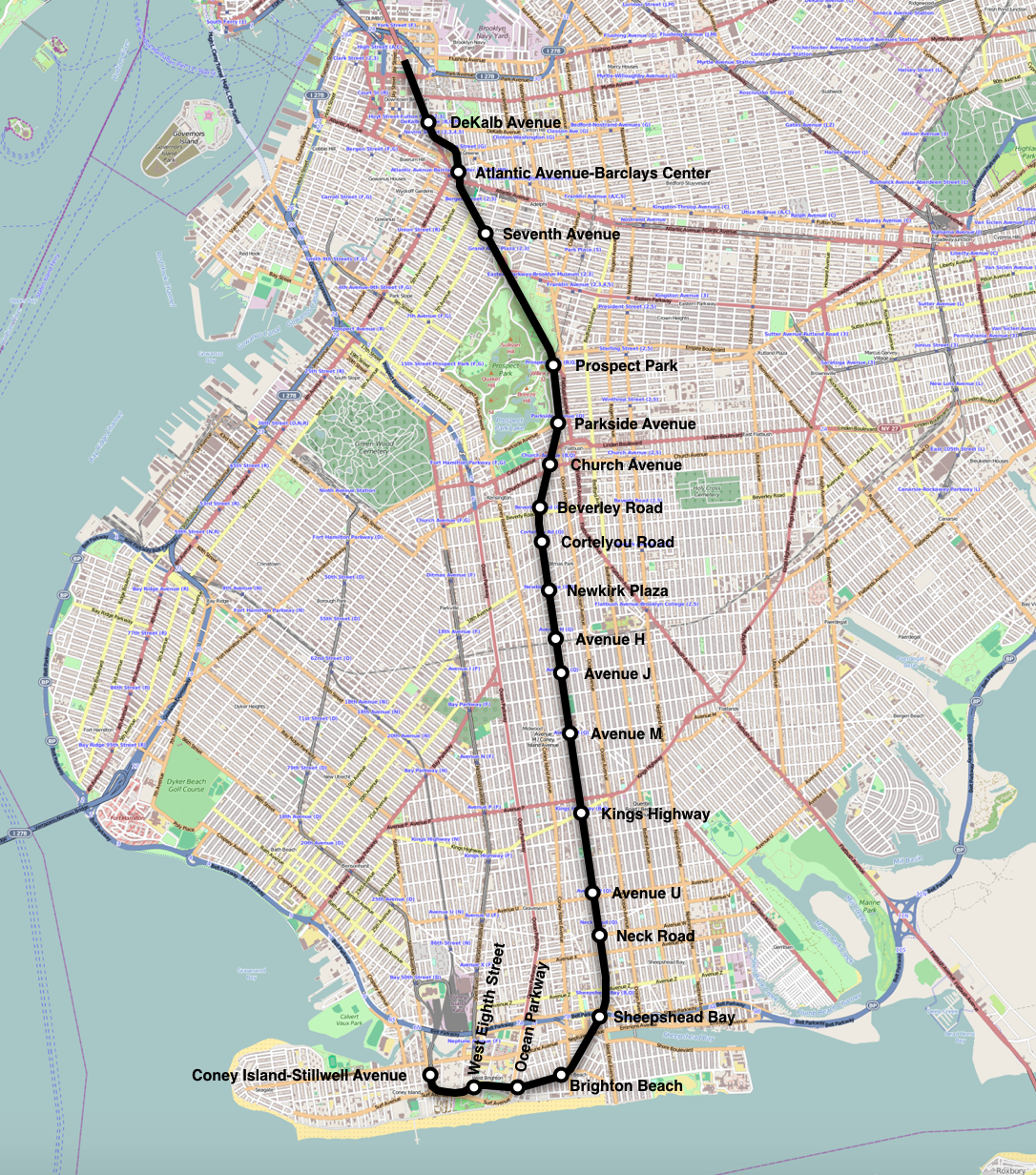
نقشه

## نگارخانه

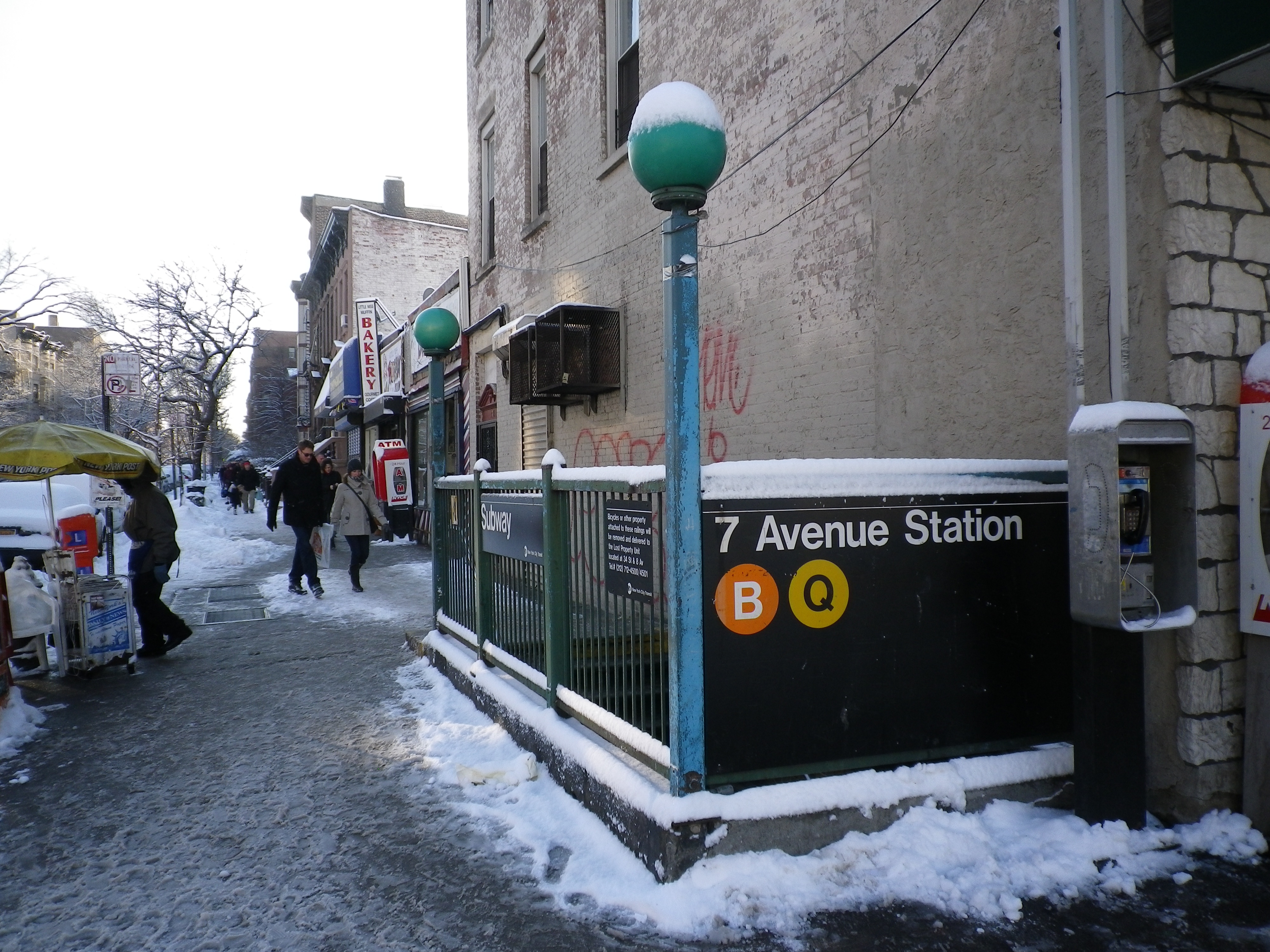
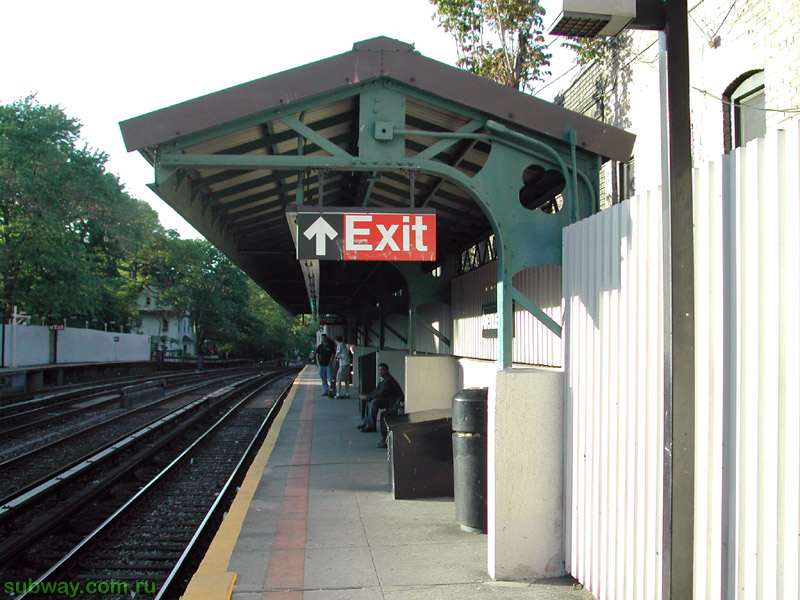
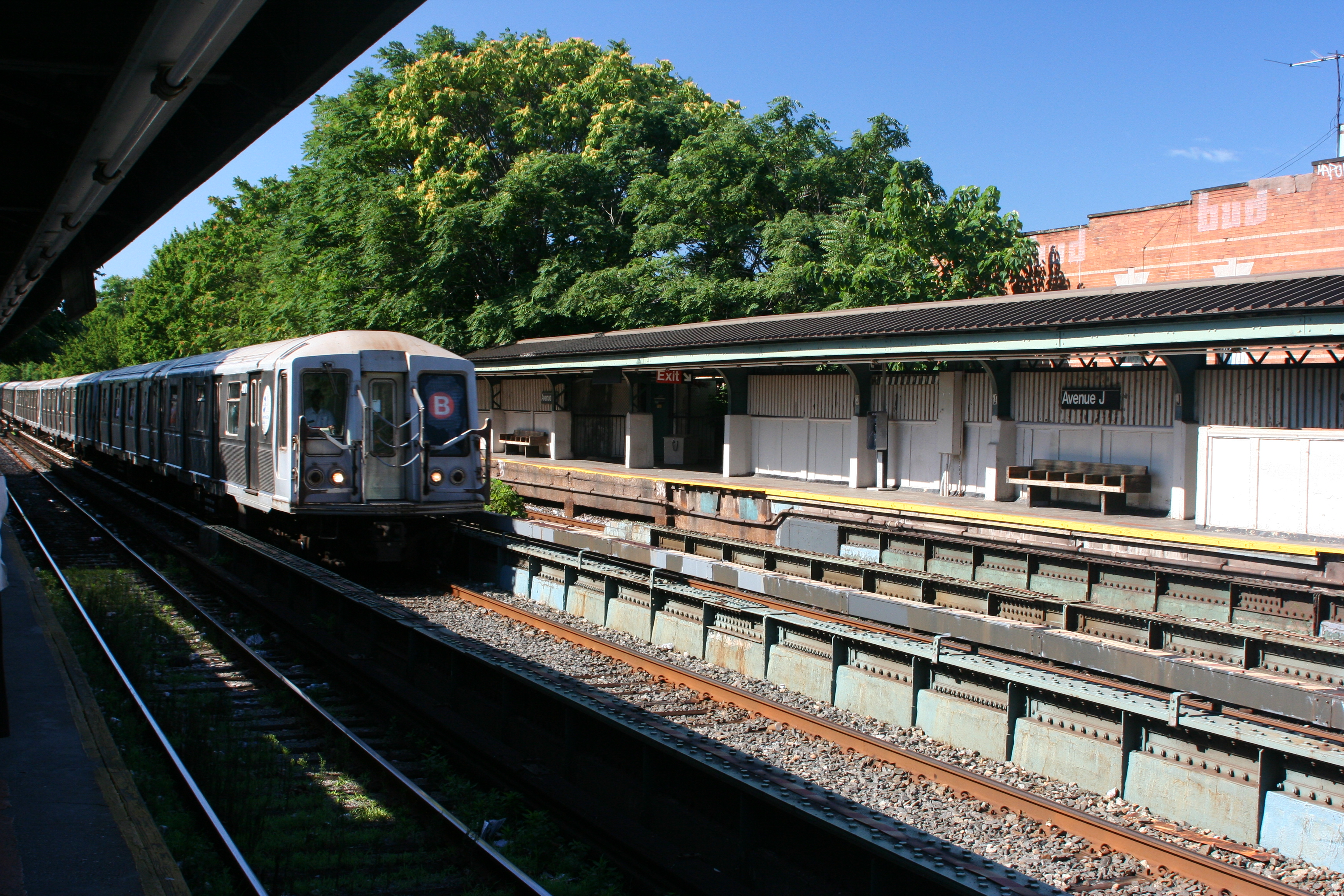
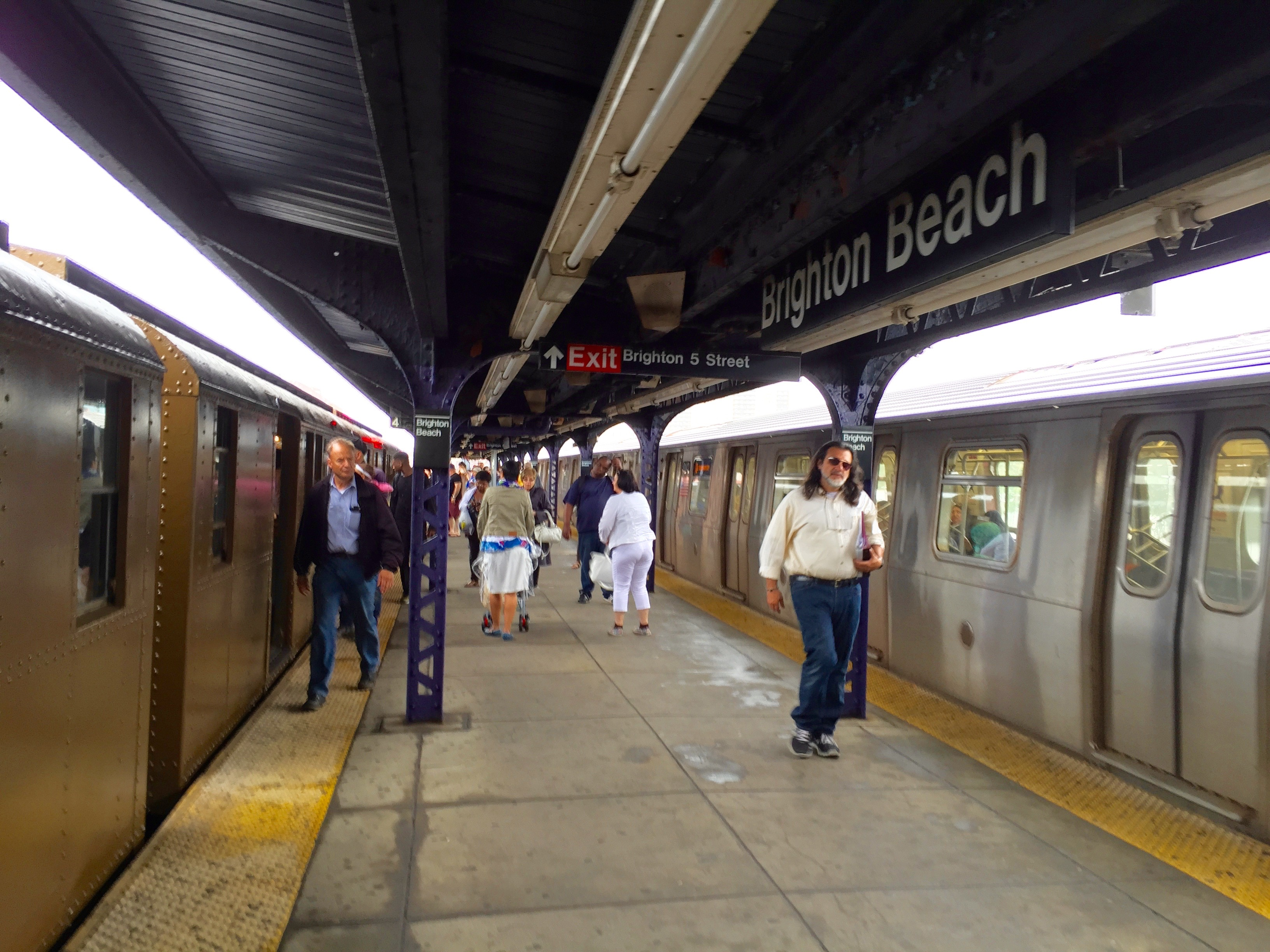